# 바둘루이보더

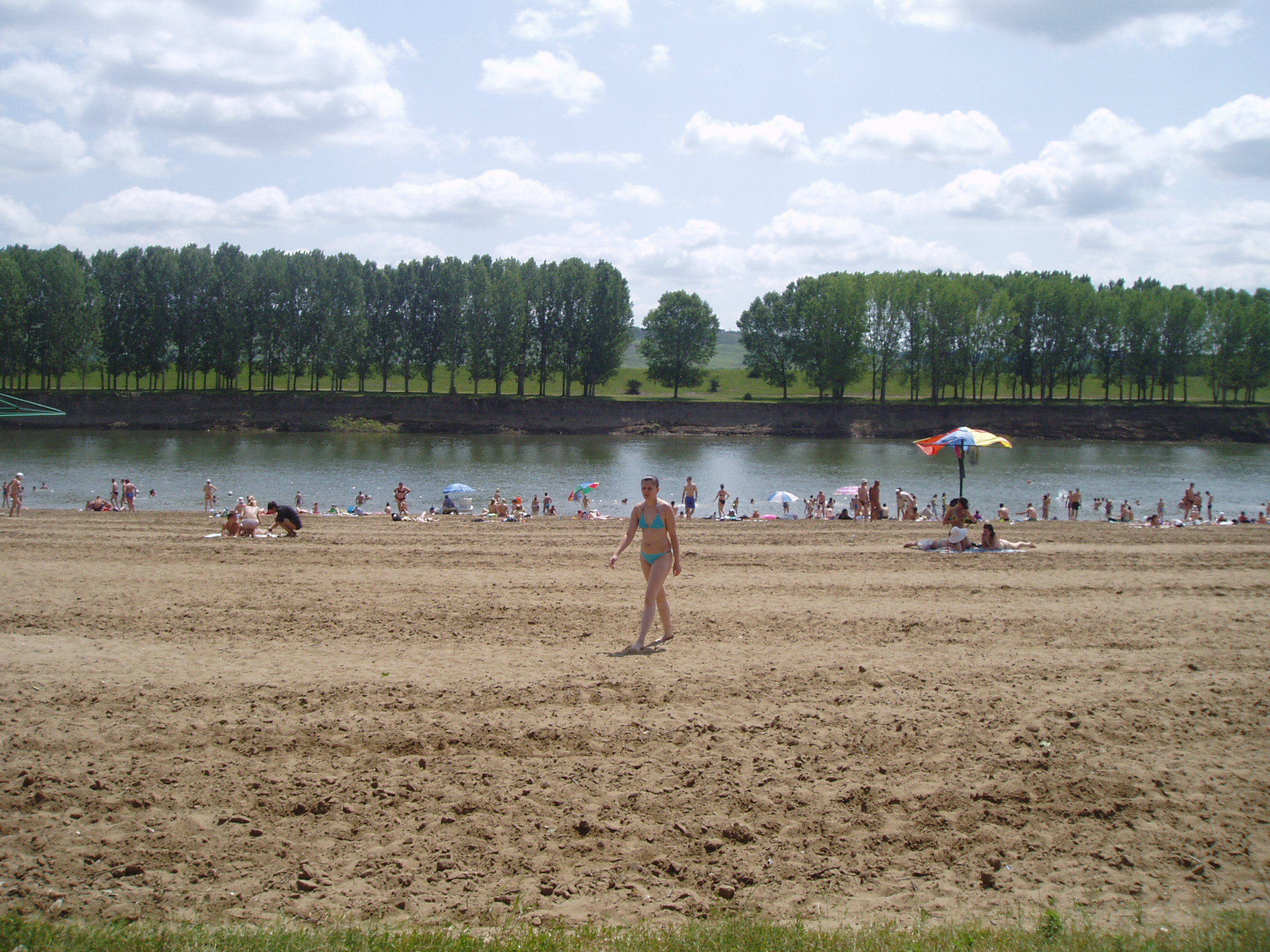
바둘루이보더

바둘루이보더(루마니아어: Vadul lui Vodă)는 몰도바 키시너우를 형성하는 마을 가운데 한 곳으로 면적은 14.43km2, 높이는 33m, 인구는 5,295명(2014년 기준)이다.
몰도바의 수도인 키시너우에서 동쪽으로 23km 정도 떨어진 곳에 위치하며 드네스트르강 우안(서안)과 접한다. 소련 시대에 수백 톤의 모래를 들여오면서 건설된 인공 해변으로 유명한 휴양지이기도 하다.

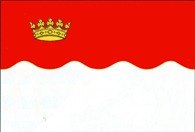
시기
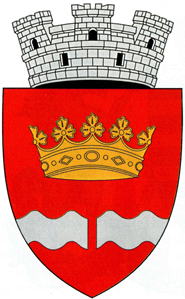
시 문장